# Oldřich Forman
Oldřich Forman (19. dubna 1922 Hořice – 16. května 1985 Karlovy Vary) byl český sochař a medailér.

## Životopis
Studoval ve svém rodišti na Průmyslové škole sochařsko–kamenické mezi roky 1937–1941, kde později působil také jako pedagog. Poté nastoupil na Vysokou školu uměleckoprůmyslovou v Praze.
Během své profesní kariéry se zabýval plastikou a jako materiál používal především beton a bronz. Působil zejména v západočeském kraji.
V roce 1946 vystavoval na kolektivní výstavě v Praze v Pavilonu Myslbek s názvem Člověk a práce.
Je autorem betonové plastiky s bronzovým znakem a nápisem, která je umístěná u vstupu do nemocnice v Kadani.
Po smrti svého karlovarského kolegy Josefa Bezděka dokončil rozdělaný pomník Klementa Gottwalda v Karlových Varech-Rybářích. Ten však byl kvůli stavbě nové silnice v roce 1988 odstraněn.
Byl členem organizace s názvem Český fond výtvarných umění (ČFVU).